# 리나 레안데르손
리나 레안데르손(Lina Leandersson, 1995년 9월 27일 ~ )은 스웨덴의 배우이다.

## 출연 작품
- 브로큰 힐 블루스 (2013)
- 텐더니스 (2013)
- 렛 미 인 (2008)